# Tommy Morrison
Tommy David Morrison (Gravette, 2 januari 1969 – Omaha, 1 september 2013) was een Amerikaanse bokser. Hij verloor slechts drie van in totaal 52 professionele gevechten. Morrisons bijnaam, "The Duke", is gebaseerd op de betwiste beweringen dat hij een achterneef was van Hollywood-ster John Wayne. Morrison speelde samen met Sylvester Stallone in de film Rocky V uit 1990. In 1993 won Morrison de WBO-zwaargewichttitel door George Foreman te verslaan. 
Morrisons professionele bokscarrière is geëindigd toen hij in 1996 positief werd getest op hiv. Morrison heeft vanaf 2006 geprobeerd een comeback te maken, met de bewering dat hij geen hiv heeft, en dat hiv een "mythe" is. Zijn beweringen zijn weerlegd door de boksbond en medische autoriteiten.
Na zijn gedwongen pensionering in 1996 is Morrison beschuldigd van meerdere misdrijven. Hij werd bij verschillende gelegenheden veroordeeld tot gevangenisstraf.
Op 1 september 2013 is hij aan de gevolgen van aids overleden.